# Saskia Loretta van Erven García
Saskia Loretta van Erven García (Róterdam, 29 de agosto de 1987) es una esgrimista neerlando-colombiana.
Hija de madre colombiana y padre neerlandés, Saskia, además de practicar esgrima, estudia periodismo en Ámsterdam.  Aunque tiene nacionalidad holandesa por nacimiento, ella adquirió en 2011 la nacionalidad de su madre, participando por Colombia en los Juegos Olímpicos de 2012.  Antes, en 2008, había ganado medalla de oro en los Juegos Deportivos Nacionales, representando al departamento del Valle del Cauca.    